# Timothy Bentinck, 12. Earl of Portland
Timothy Charles Robert Noel Bentinck, 12. Earl of Portland, Graf Bentinck, MBE (* 1. Juni 1953 in Tasmanien) ist ein britischer Adliger, Schauspieler, Synchronsprecher und Komponist. Als Künstler verwendet er den Kurznamen Tim Bentinck.

## Herkunft und familiäres Umfeld
Timothy Bentinck entstammt der uradligen niederländisch-deutschen Familie Bentinck, die seit 1377 der Ritterschaft des Herzogtums Geldern angehörte. Ein Zweig des Geschlechts kam mit Johann Wilhelm Bentinck, 1. Earl of Portland (1648–1709), dem engsten Freund des niederländischen Statthalters und ab 1689 britischen Königs Wilhelm III. nach England, wo es in demselben Jahr mit den englischen Titeln Earl of Portland, Viscount Woodstock und Baron Cirencester ausgezeichnet wurde und später auch den Titel eines Duke of Portland erwarb. Der zweite überlebende Sohn des Earls und Halbbruder des 1. Dukes erwarb durch Heirat mit der Erbtochter des letzten Grafen von Aldenburg die reichsunmittelbaren Herrschaften Knyphausen und Varel und wurde am 29. Dezember 1732 in den Reichsgrafenstand erhoben, wodurch er in den Hochadel des Heiligen Römischen Reiches gelangte. Dessen Ururenkel, der mediatisierte Graf Heinrich von Bentinck und Aldenburg (1846–1903), wanderte im 19. Jahrhundert nach Großbritannien aus und diente in der britischen Armee. 1888 gewährte ihm Königin Victoria das Recht, auch als britischer Untertan seinen deutschen Grafentitel zu führen. Als die Nachfahrenlinie des 1. Duke of Portland 1990 erlosch, erbte der Enkel dieses Grafen Heinrich, Graf Henry Bentinck (1919–1997), als Nachfahre des 1. Earl of Portland, die 1689 verliehenen Adelstitel als 11. Earl of Portland, 11. Viscount Woodstock und 11. Baron Cirencester.
Timothy Charles Robert Noel Bentinck ist der einzige Sohn dieses 11. Earl of Portland aus dessen erster Ehe mit Pauline Mellows (1921–1967). Als Heir apparent seines Vaters führte er ab 1990 den Höflichkeitstitel Viscount Woodstock.
Er ist seit dem 8. September 1979 mit Judith Ann Emerson (* 1952) verheiratet, mit der er zwei Söhne hat:
- William Jack Henry Bentinck, Viscount Woodstock (* 1984)
- Hon. Jasper James Mellows Bentinck (* 1988)

## House of Lords
Mit dem Tod seines Vaters erbte Bentinck am 30. Januar 1997 dessen Adelstitel als 12. Earl of Portland, 12. Viscount Woodstock und 12. Baron Cirencester, einschließlich des damit verbundenen Sitzes im House of Lords. Mit der Oberhausreform büßte er den erblichen Parlamentssitz allerdings im November 1999 wieder ein.

## Berufliche Laufbahn
Timothy Bentinck wurde in Harrow erzogen. Danach besuchte er zunächst die Universität von East Anglia und dann 1978 die Bristol Old Vic Theatre School, um Schauspieler zu werden. Er erhielt sofort viele Theaterengagements, z. B. im Theatre Royal Drury Lane, wirkte in zahlreichen Filmen mit und war Synchronsprecher und Vorleser im Radio. In der Hörspielserie The Archers sprach er den David Archer in mehr als 75 Folgen. Daneben war er Komponist der Titelmelodie von Easy Money und Synchronsprecher im Radio, TV und für zahlreiche Computerspiele, womit er seine Vielseitigkeit und Bandbreite (im Theater z. B. Ibsens Hedda Gabler und Nora oder Ein Puppenheim), in Filmen wie Enigma bis hin zu Krimis im Fernsehen, z. B. Silent Witness, Murder in Suburbia oder ernste Stücke wie Churchill – The Gathering Storm zeigte.
In Anerkennung seiner Leistungen als Schauspieler wurde er im Rahmen der Birthday Honours 2018 als Member des Order of the British Empire (MBE) ausgezeichnet.

## Filmografie (Auswahl)
- 1980: Sprengkommando Atlantik (North Sea Hijack)
- 1980: Schmuggler (Smuggler, Miniserie, 1 Episode)
- 1983: The Pirates of Penzance
- 1983–1985: By the Sword Divided (Fernsehserie, 17 Folgen)
- 1984: Winter Flight
- 1987: Boon (Fernsehserie, 1 Folge)
- 1988: Melba (Miniserie, 4 Folgen)
- 1988: The Four Minute Mile (Fernsehfilm)
- 1988–1989: Square Deal (Fernsehserie, 14 Folgen)
- 1989: Three Up Two Down (Fernsehserie, 3 Folgen)
- 1990: Made in Heaven (Fernsehserie, 4 Folgen)
- 1992: Das Jahr des Kometen (Year of the Comet)
- 1993: Die Scharfschützen – Das Banner des Blutes (Sharpe, Fernsehreihe)
- 2001: Enigma – Das Geheimnis (Enigma)
- 2002: Churchill – The Gathering Storm (The Gathering Storm, Fernsehfilm)
- 2003: 101 Dalmatiner Teil 2 – Auf kleinen Pfoten zum großen Star! (101 Dalmatians II: Patch’s London Adventure, Sprechrolle)
- 2004: Murder in Suburbia (Fernsehserie, 1 Folge)
- 2004: D-Day – Entscheidung in der Normandie (D-Day 6.6.1944, Fernsehfilm)
- 2005: Gerichtsmediziner Dr. Leo Dalton (Silent Witness, Fernsehserie, 2 Folgen)
- 2005, 2007: The Thick of It (Fernsehserie, 2 Folgen)
- 2006: The Big One – Das große Beben von San Francisco (Living the Quake, Fernsehfilm)
- 2011: Gnomeo und Julia (Gnomeo and Juliet, Sprechrolle)
- 2012: Fast Girls – Lauf für deinen Traum (Fast Girls)
- 2013, 2019: EastEnders (Fernsehserie, 5 Folgen)
- 2016: Phantastische Tierwesen und wo sie zu finden sind (Fantastic Beasts and Where to Find Them)
- 2016: Rillington Place – Der Böse (Rillington Place, Miniserie, 2 Episoden)
- 2019, 2023: The Crown (Fernsehserie, 2 Folgen)
- 2021–2023: The Nevers (Fernsehserie, 4 Folgen)
- 2022: Gentleman Jack (Fernsehserie, 2 Folgen)
- 2022: Roald Dahls Matilda – Das Musical (Roald Dahl’s Matilda the Musical)
- 2023: Ted Lasso (Fernsehserie, 1 Folge)
- 2023: The Reckoning (Fernsehserie, 1 Folge)
- 2024: Renegade Nell (Fernsehserie, 1 Folge)
- 2025: Andor (Fernsehserie, 1 Folge)

## Ludografie
- 2013: The Raven: Vermächtnis eines Meisterdiebs (Emil Gebhardt)